# Yuka Satō
Yuka Sato (佐藤 有香 Satō Yuka, 14 de febrero de 1973) es una ex-patinadora artística sobre hielo japonesa. Logró los títulos de campeona del mundo en 1994, campeona de mundo junior en 1990 y campeona nacional en 1993 y 1994. Obtuvo la séptima posición en las Olimpiadas de Invierno de 1992 y quinta en las Olimpiadas de Invierno de 1994.